# 科羅科羅
科羅科羅是玻利維亞的城鎮，位於該國西部，由拉巴斯省負責管轄，距離首府拉巴斯500公里，海拔高度3,980米，每年平均降雨量500毫米，2012年人口2,489。